# 세르게이 코르닐렌코
세르게이 알렉산드로비치 코르닐렌코(러시아어: Сергей Александрович Корниленко, 벨라루스어: Сяргей Аляксандравіч Карніленка 샤르헤이 알략산드라비치 카르닐렌카, 1983년 6월 14일 ~ )는 벨라루스의 전 축구 선수로 현역 시절 포지션은 스트라이커였다. 현재는 러시아 프리미어리그의 크릴리야 소베토프 사마라에서 수석 코치이다.
2012년 런던 하계 올림픽에서 벨라루스 축구 대표팀의 일원으로 출전했다.